# Szejkefürdő

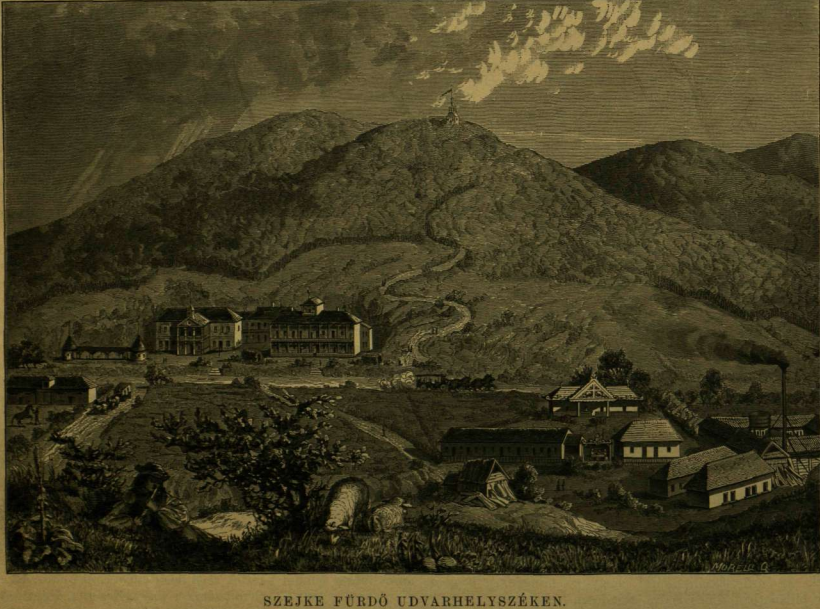
Szejkefürdő (1876)

Szejkefürdő (románul Băile Seiche) Székelyudvarhely városrésze Romániában, Erdélyben, Hargita megyében. Székelyudvarhelytől 4 km-re északnyugatra, a Sós-patak kies völgyében fekszik. Neve, a „szejke” a néprajzosok szerint zavarost jelent, és szürkés, tengervízhez hasonló gyógyvizéről kapta. Kerékpárút köti össze a várossal.

## Története
1766-ban említik ezen a néven. 1850-ben már vesszőfonatos fürdőmedence állt itt, melyet 1871-ben Orbán Balázs vett meg és korszerűsített, melegfürdőket, vendéglőket, szállodát építtetett. Az épületekből mára csak a gondnoki ház maradt, a többit 1941-ben az országút építésekor lebontották.

## Nevezetességek
- Gyógyfürdő
- Szejkei Borvíz- És Fürdőmúzeum
- Orbán Balázs síremléke
- Székelykapuk sora
- Mini Erdély park

## Híres emberek
Itt, egykori birtokán van Orbán Balázsnak (1829–1890), a Székelyföld leírójának hét székelykapuval díszített síremléke, melyet 1932-ben avattak fel. Ez volt a nagy székely negyedik temetése.

## Képgaléria

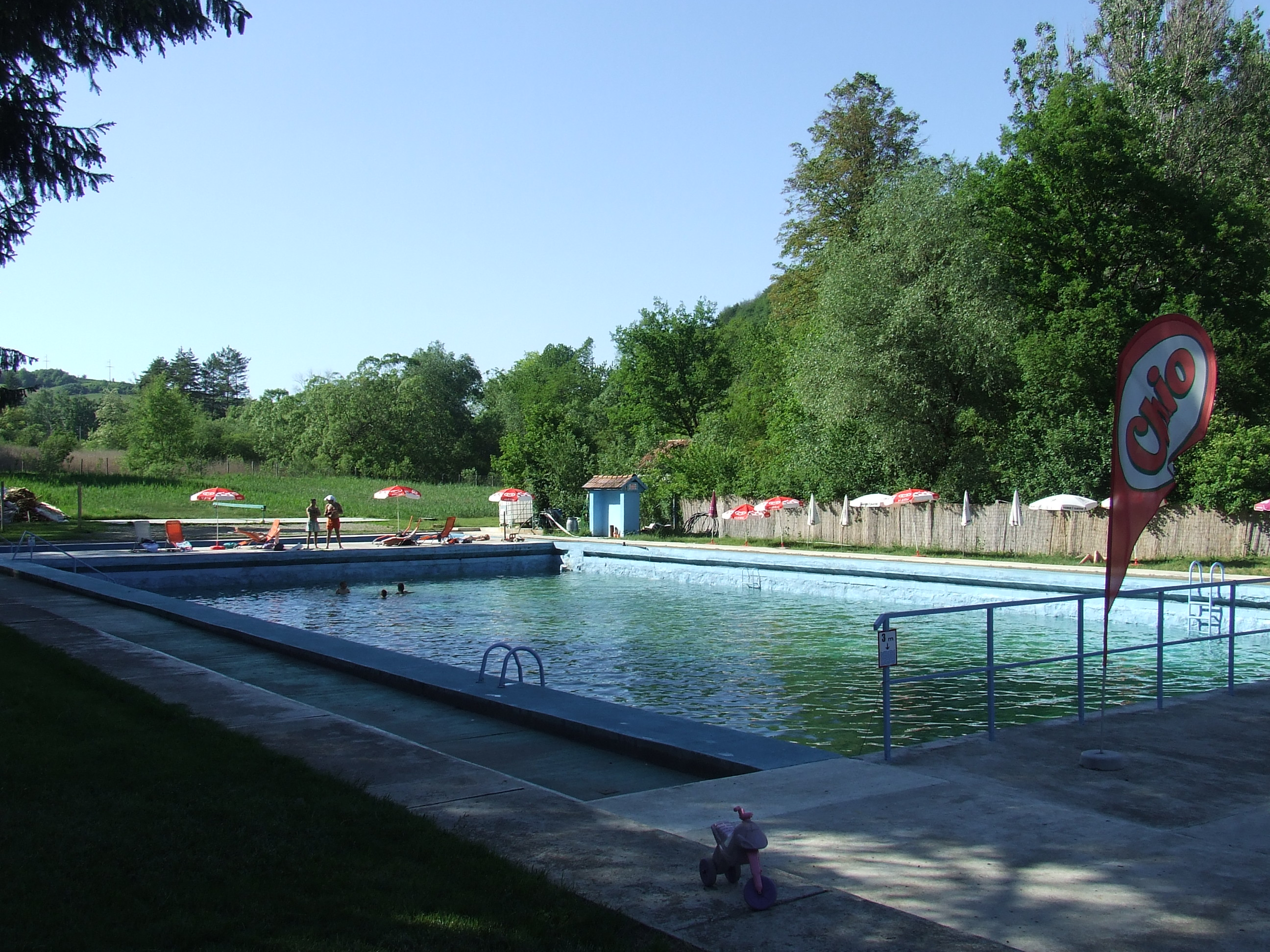
Szejke strand
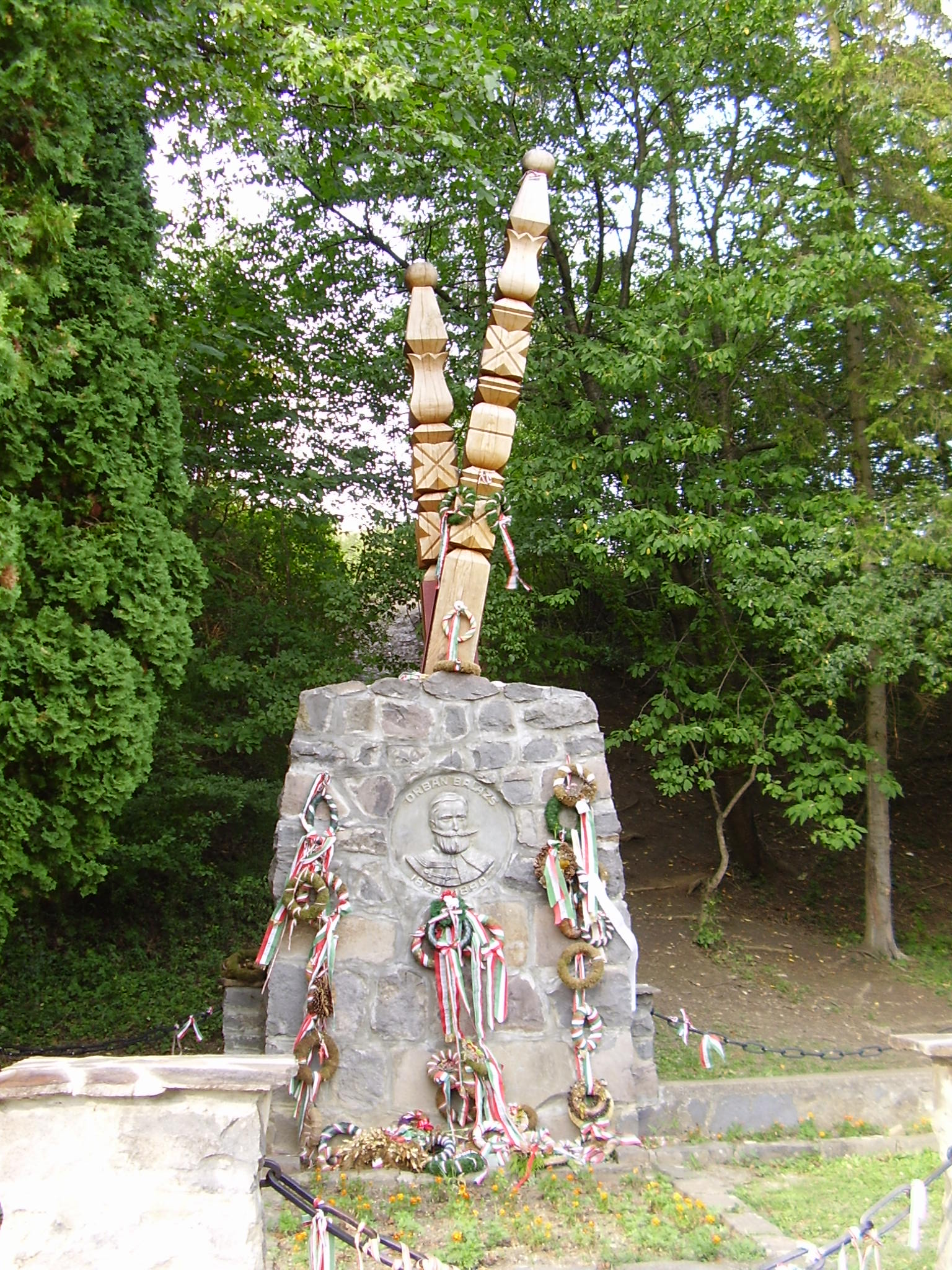
Orbán Balázs síremléke
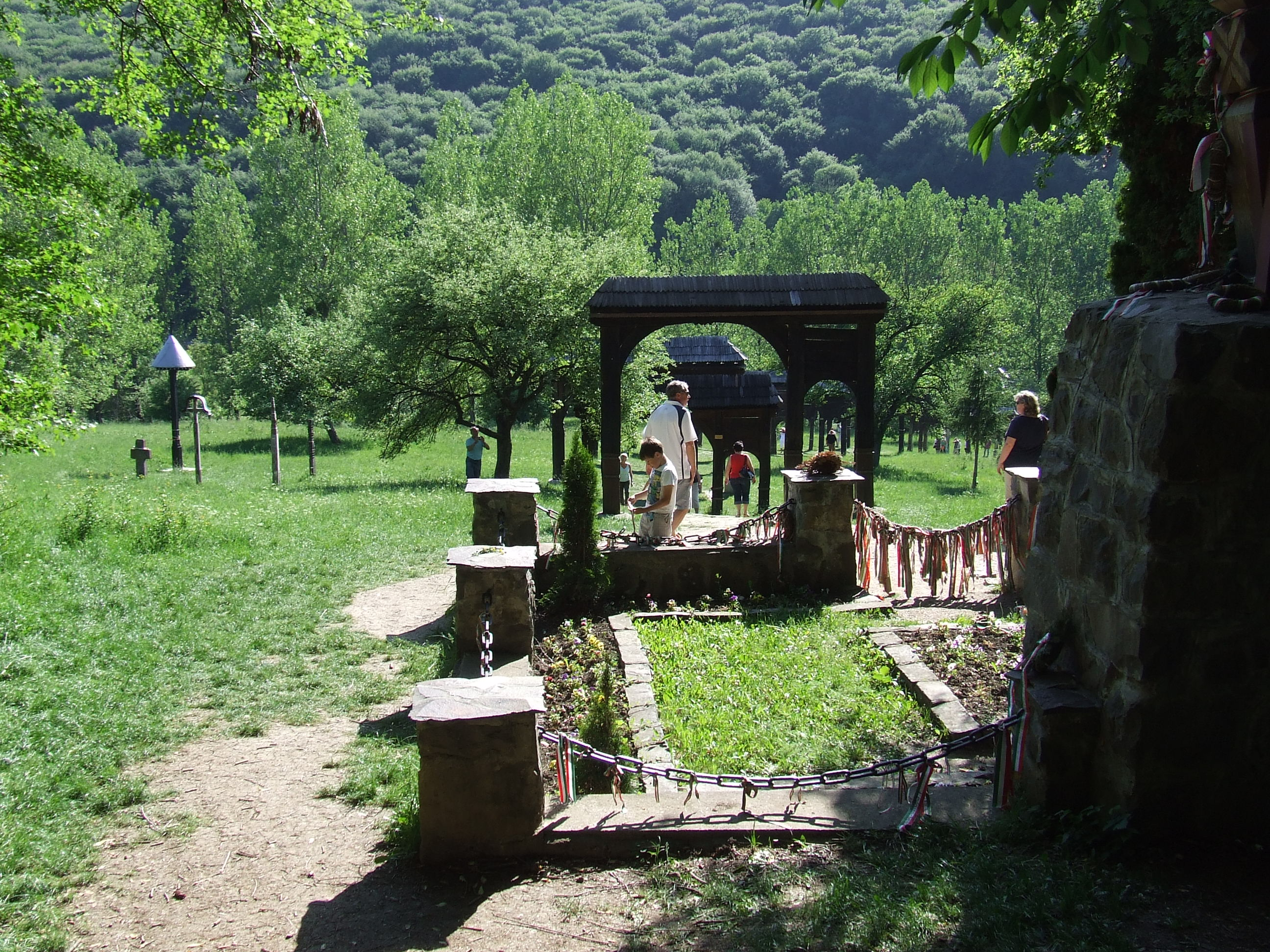
Orbán Balázs síremléke
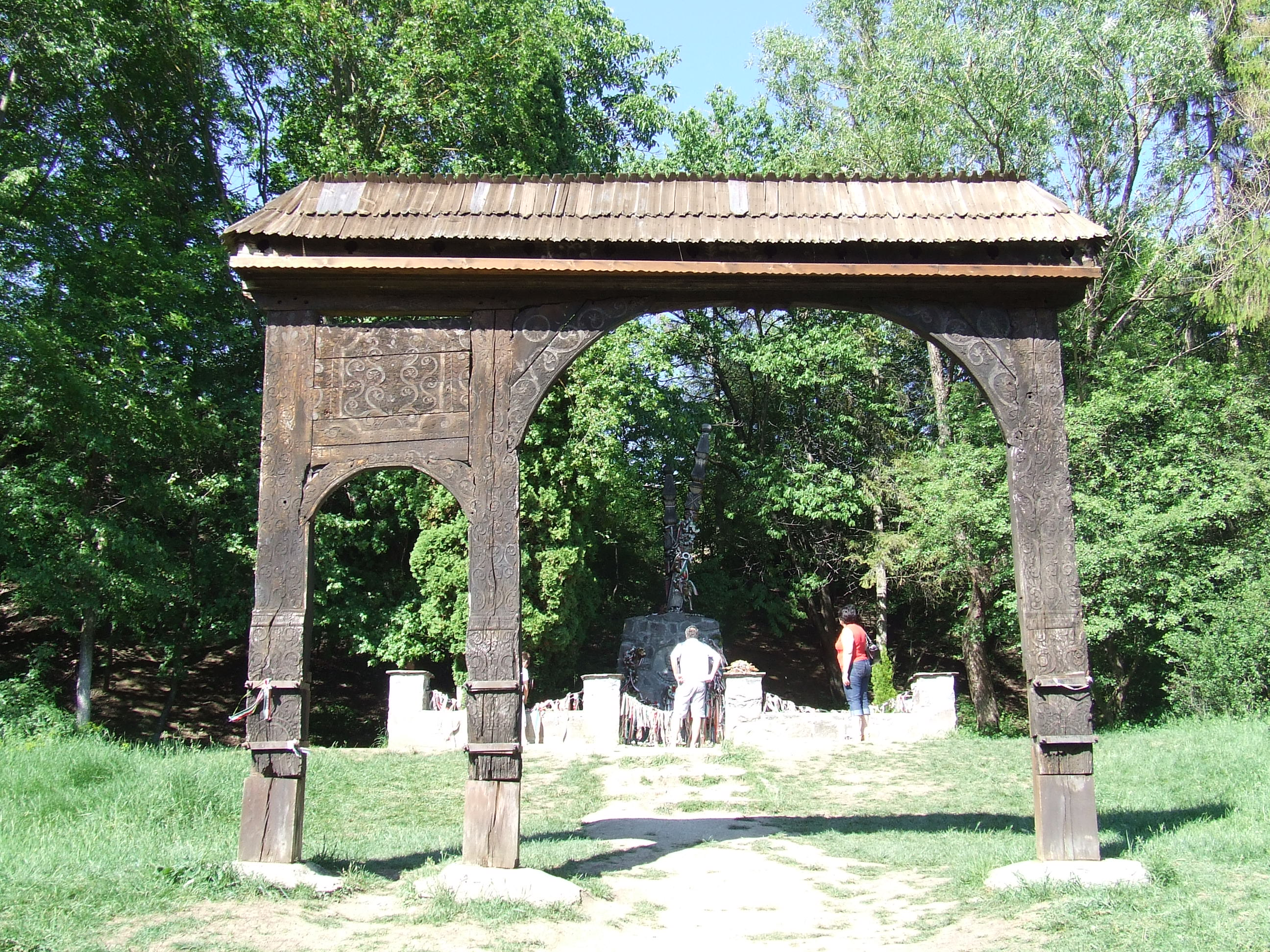
Orbán Balázs síremléke
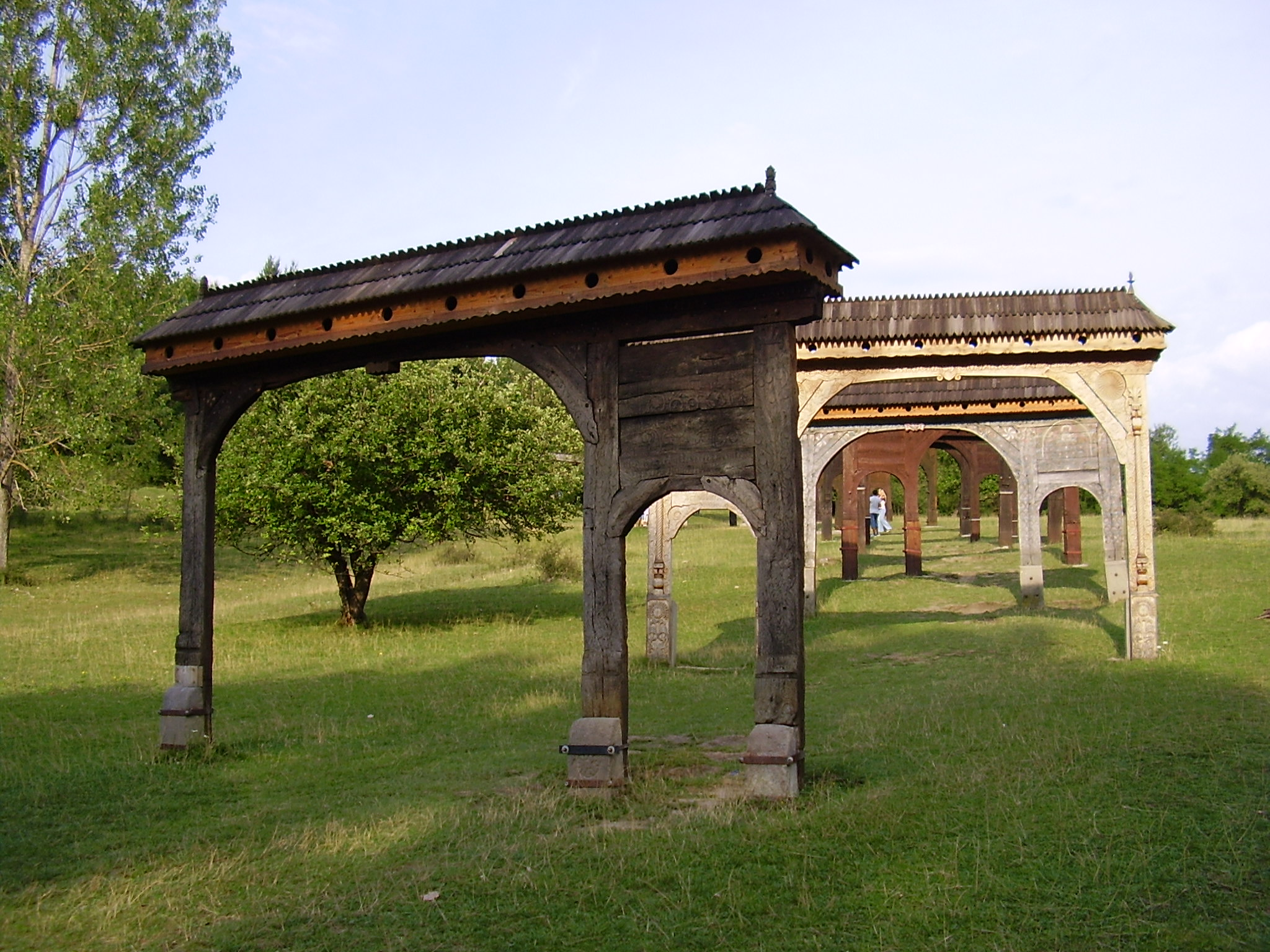
Székelykapuk során át vezet az út Orbán Balázs síremlékéhez
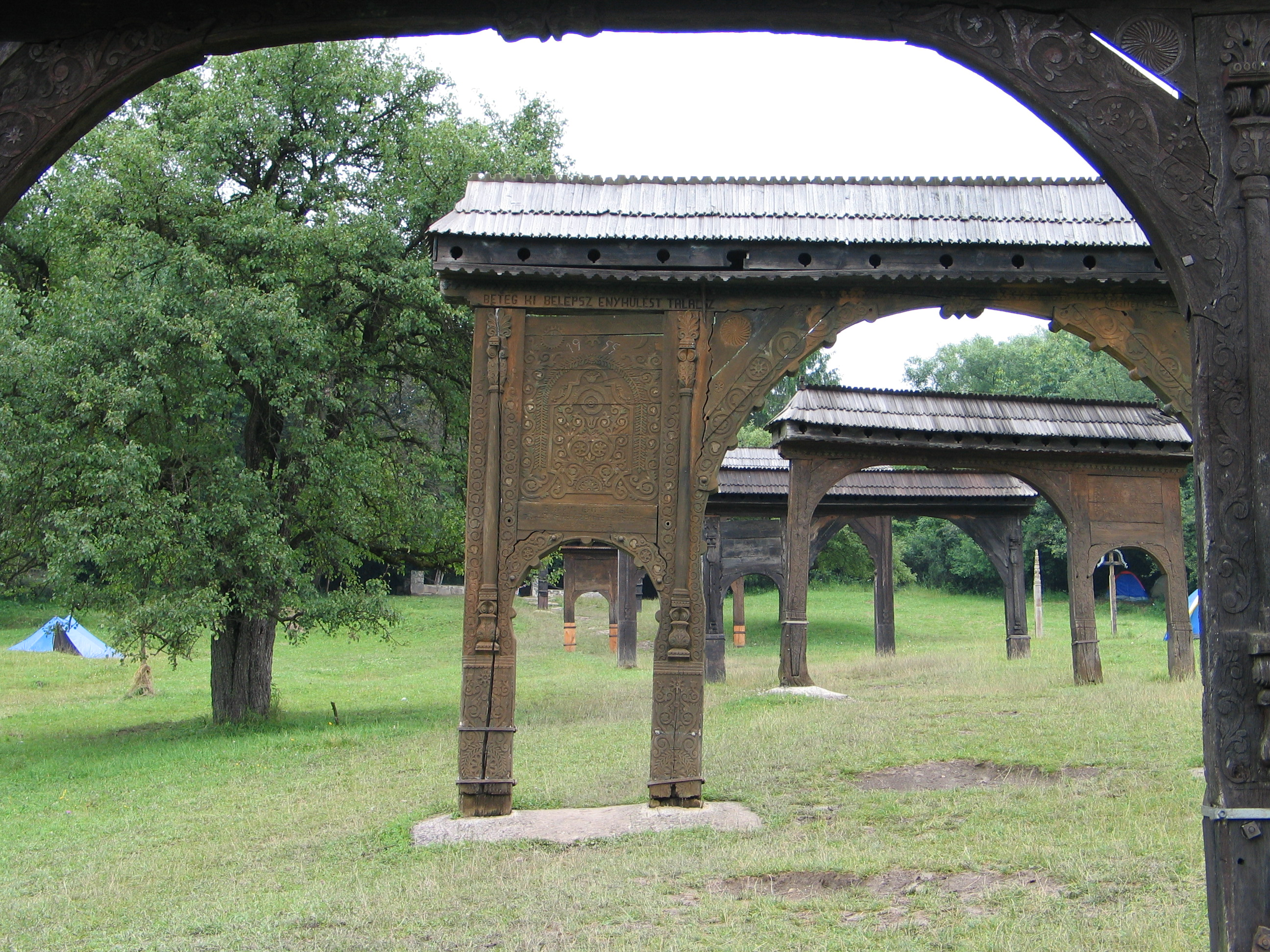
Székelykapuk Orbán Balázs síremlékénél

## Külső hivatkozások
- Képek Szejkefürdőről a www.erdely-szep.hu honlapon
- Borvízmúzeum
- Jánosi Csaba: Szejkefürdő: Szejke borvíz, Főkút vagy Sarolta-forrás – Erdélyi Gyopár
- Mini Erdély Park